# Phantasm III: Lord of the Dead
Phantasm III: Lord of the Dead is een Amerikaanse horrorfilm uit 1994 onder regie van Don Coscarelli. Het is het derde deel in de Phantasm-filmserie.

## Verhaal
Onmiddellijk na zijn schijnbare ondergang aan het einde van Phantasm II, komt een nieuwe Tall Man uit de onderwereld.
Meteen opent Tall man de jacht op Mike. Reggie probeert samen met zijn assistente Rocky en Tim dat te voorkomen door achter hem aan te gaan maar die slaat terug met zijn dodelijke bollen en zijn leger moordende dwergen.

## Rolverdeling
| Acteur              | Personage    |
| ------------------- | ------------ |
| Angus Scrimm        | The Tall Man |
| A. Michael Baldwin  | Mike Pearson |
| Reggie Bannister    | Reggie       |
| Bill Thornbury      | Jody Pearson |
| Kevin Connors       | Tim          |
| Gloria Lynne Henry  | Rocky        |
| Cindy Ambuehl       | Edna         |
| Brooks Gardner      | Rufus        |
| John Davis Chandler | Henry        |
| Claire Benedek      | Tim's moeder |
| Sarah Scott Davis   | Tanesha      |
| Paula Irvine        | Liz          |